# Praia das Conchas (Sul)
Praia das Conchas (Sul) é uma aldeia de São Tomé e Príncipe, localiza-se ao Norte, no distrito da Lobata, ilha de São Tomé, próxima às localidades de Plancas, Santa Luzia, Saltado e Vila Braga.